# Gouagourzo
Gouagourzo (auch: Gwagourzo) ist ein Dorf in der Landgemeinde Gangara in der Region Zinder in Niger.

## Geographie
Das von einem traditionellen Ortsvorsteher (chef traditionnel) geleitete Dorf liegt in der Landschaft Damergou. Es befindet sich rund 15 Kilometer nordwestlich des Hauptorts Gangara der gleichnamigen Landgemeinde, die zum Departement Tanout in der Region Zinder gehört. Zu weiteren Siedlungen in der Umgebung von Gouagourzo zählen Kékéni im Norden, Gagaoua im Osten und Samia im Westen.
Gouagourzo ist Teil der Übergangszone zwischen Sahara und Sahel. Die durchschnittliche jährliche Niederschlagsmenge beträgt hier zwischen 200 und 300 mm.

## Bevölkerung
Bei der Volkszählung 2012 hatte Gouagourzo 340 Einwohner, die in 56 Haushalten lebten. Bei der Volkszählung 2001 betrug die Einwohnerzahl 270 in 43 Haushalten und bei der Volkszählung 1988 belief sich die Einwohnerzahl auf 503 in 93 Haushalten.
In der Siedlung leben Angehörige der Ethnie der Hausa. Es wird die Sprache Hausa gesprochen. Die Bevölkerungsdichte in diesem Gebiet ist mit 10 bis 20 Einwohnern je Quadratkilometer relativ gering.

## Wirtschaft und Infrastruktur
Die Bevölkerung bestreitet ihren Lebensunterhalt hauptsächlich durch Ackerbau. Gouagourzo liegt in einem Gebiet des Übergangs zwischen der Naturweidewirtschaft des Nordens und des Ackerbaus des Südens, was zu Landnutzungskonflikten führt. Mit einem Centre de Santé Intégré (CSI) ist ein Gesundheitszentrum im Dorf vorhanden. Es gibt eine Schule.